# Любимский сельский округ
Любимский сельский округ — административно-территориальная единица в Любимском районе Ярославской области России. Образован, как и остальные округа, после областной административно-территориальной реформы в 2002 году. 
В административных границах  города Любим и Любимского сельского округа образовано 1 января 2005 года муниципальное образование городское поселение Любим, в соответствии с законом Ярославской области № 65-з от 21 декабря 2004 года «О наименованиях, границах и статусе муниципальных образований Ярославской области».

## Населённые пункты
На территории сельского округа находятся 17 населённых пунктов.
| №  | Населённый пункт  | Тип населённого пункта | Население |
| -- | ----------------- | ---------------------- | --------- |
| 1  | Анциферово        | деревня                | →0        |
| 2  | Голубково         | деревня                | ↘0        |
| 3  | Гусево            | деревня                | →0        |
| 4  | Дворянкино        | деревня                | ↘0        |
| 5  | Иваньково         | деревня                | ↘1        |
| 6  | Назарово          | деревня                | ↘2        |
| 7  | Останково         | деревня                | ↗393      |
| 8  | Отрадный          | посёлок                | ↗1088     |
| 9  | Починок-Черепанов | деревня                | →21       |
| 10 | Починок-Чечулин   | деревня                | →0        |
| 11 | Соколиный         | посёлок                | ↘97       |
| 12 | Стан              | деревня                | ↗7        |
| 13 | Сусолово          | деревня                | →0        |
| 14 | Хабалево          | деревня                | ↘12       |
| 15 | Шарна             | деревня                | ↗56       |
| 16 | Шевелево          | деревня                | →3        |
| 17 | Ярыгино           | деревня                | ↘8        |